# Dentatisyllis hongkongensis
Dentatisyllis hongkongensis är en ringmaskart som beskrevs av Ding, Leicher och Westheide 1998. Dentatisyllis hongkongensis ingår i släktet Dentatisyllis och familjen Syllidae. Inga underarter finns listade i Catalogue of Life.